# Zeugma

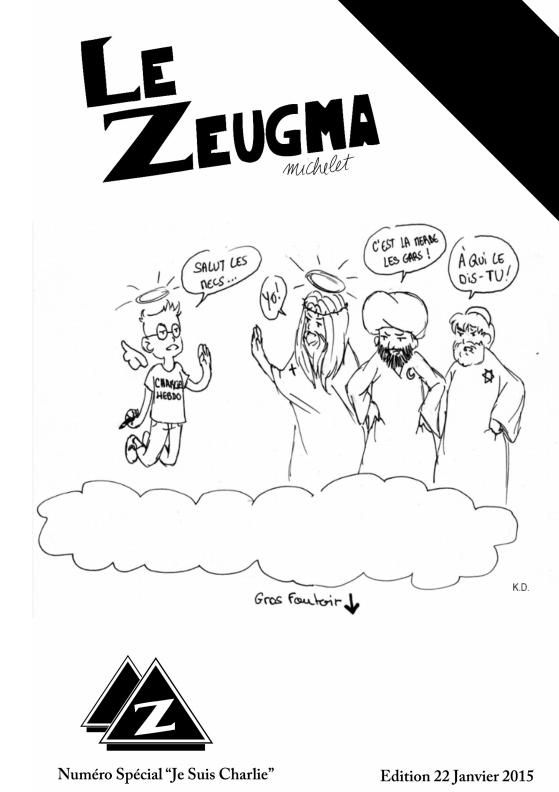
Cómic francés Zeugma

En retórica, el zeugma (zeuma o adjunción; del griego antiguo: ζεῦγμα yugo, lazo), dentro de las figuras retóricas de construcción, es una de las figuras de omisión. Es una figura de construcción sintáctica que consiste en utilizar una sola vez una palabra común para varias unidades análogas de la oración (un verbo para varios sujetos, un adjetivo para varios sustantivos, etc.), aunque esta se refiera a otras más del periodo, solo se expresa en uno de ellos y ha de sobrentenderse en los demás. Consiste en la  elipsis en una oración de un término enunciado en otra contigua segura.
Ej.: Miguel de Cervantes: 

Frisaba la edad de nuestro hidalgo con los cincuenta años; era de complexión recia, seco de carnes, enjuto de rostro, gran madrugador y amigo de la caza.

Ej.: Libro de Éxodo 20:18

"Ahora bien, todo el pueblo estaba viendo los truenos y los relampagueos y el sonido del cuerno y la montaña que humeaba"

 En este caso "viendo" se aplica a los relampagueos y a la montaña que humeaba, pero para percibir los truenos y el sonido del cuerno se requería del sentido del oído.

## Tipología
Según la morfología del término, se distinguen:
- Zeugma simple: Cuando la forma sobreentendida se puede recuperar en igual forma al término original.

Ej.: Alonso Carrión:

la vi marchar, pero no (la vi) volver.

- Zeugma complejo: Cuando al final de una serie de elementos del mismo nivel sintáctico se introduce una función gramatical diferente, que actúa como factor sorpresivo y de ruptura. Ej.: Julio Cortázar:

...un aire fragoroso que te envuelva y te acaricie y doce pisos.

Según la posición del término en la frase, se distinguen:
- Hipozeugma: Zeugma en el que el término expreso se encuentra en el último enunciado. Ej: Alonso Carrión:

Un topo, un murciélago, / Tal era ciego como /, ceguera.

- Mesozeugma: Zeugma en el que el término expreso se encuentra en un enunciado intermedio. Ej.: Miguel Hernández:

La rotación del fruto, la alegría / del pájaro fomentas / y el bienestar y la salud de paso.

- Prozeugma: Zeugma en el que el término expreso se encuentra en el primer enunciado. Ej.: Alonso Carrión:

Meditaba pinos en los barcos, / ataúdes, guerras, marcos, / mesas, corazones de navaja, / en invierno como hoguera y apacible.